# Freestyle (rap)
Freestyle är en improvisationsstil inom rap och hip hop med eller utan ackompanjemang, där originaltexter både konstrueras och framförs i realtid.  
Låtar framförda i denna genre kan kallas freestyle även om i vissa fall antingen delar eller helt fullständiga texter har ansetts vara förkonstruerade, och av vissa personer därför inte heller anses vara en autentisk freestyle. Oavsett debatten är det allmänna huvudkravet för vad som kan definieras som en freestyle i själva verket att dess innehåll konstruerats genom den enskilda personens egen fantasiförmåga, men kan ge en starkare respons hos publiken när framförandet upplevs som skapat i stundens ögonblick.
Innehållet är generellt sätt obegränsat och kan innehålla olika typer av ämnesområden som vanligtvis framförs antingen med eller utan betoning på någon särskild kadens, rimmönster eller fonetik.  
Medicinska studier med MR-kamera av personer som utövar freestyling har påvisat att utövandet kan kopplas samman med en unik funktionell omallokering av aktivitet i den mänskliga hjärnan.